# Valle del Bove
(Carlo Gemmellaro, 1844)

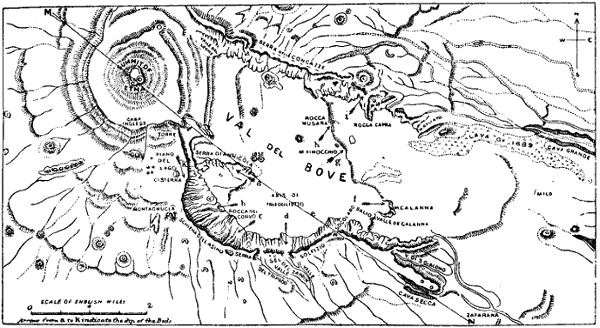
La casa Inglese sotto il cratere e la Valle del Bove, sir Charles Lyell, 1878

La Valle del Bove è un'ampia conca posta sul versante orientale dell'edificio vulcanico dell'Etna, all'interno dell'area protetta del Parco dell'Etna, nel territorio del comune di Zafferana Etnea, in provincia di Catania. È chiamata così perché ritenuta, dalla popolazione locale, il luogo più elevato sull'Etna dove poter portare i buoi al pascolo.

## Descrizione
La Valle del Bove è una depressione localizzata sul fianco orientale dell’Etna, ampia circa 7 x 4,5 km, caratterizzata da una tipica forma a ferro di cavallo il cui fondo è totalmente coperto da colate laviche generate da eruzioni laterali avvenute nel corso degli ultimi secoli.
Questa depressione è il risultato di fenomeni di collasso multiplo di fianco e relativi fenomeni erosionali che durante l’Olocene hanno generato l’attuale assetto morfologico di questo settore dell’Etna. In particolare, la fase iniziale della formazione della valle è dovuta ad un grande collasso di fianco dell’edificio vulcanico che ha prodotto un vasto deposito detritico che affiora nell’area dell’abitato di Milo, per un’estensione di 4,3 km2, che è parzialmente coperto da una successione lavica e piroclastica.
Le analisi condotte da un team di ricercatori hanno permesso di datare il deposito della frana tra il 7478 e il 7134 a.C.
La Valle del Bove si presenta desertica, ricoperta da colate laviche recenti (eruzione del 1991-1993 e seguenti) occupando una superficie di circa 37 km². Il recinto craterico all'interno del quale si trova la valle si sviluppa per un perimetro di circa 18 chilometri e presenta a nord e a sud pareti dall'altezza variabile tra i 400 e i 1.000 metri. A est, invece, si apre in una spianata interrotta dal Monte Calanna che emerge isolato dalle recenti lave. Uno scosceso pendio, il Salto della Giumenta, affievolito dalla colata lavica del 1991-'93, la separa dalla sottostante Val Calanna.
Nella valle sono presenti diverse dagale (porzioni di vegetazione isolata circondate da lave) e sono visibili alcuni crateri avventizi recenti come Monte Simone (eruzione del 1811-1812) e i Monti Centenari (eruzione del 1852-1853) nonché alcune formazioni rocciose risalenti a collassi del Trifoglietto.

## Galleria d'immagini

La Valle del Bove, prima dell'eruzione dell'Etna del 1991-1993
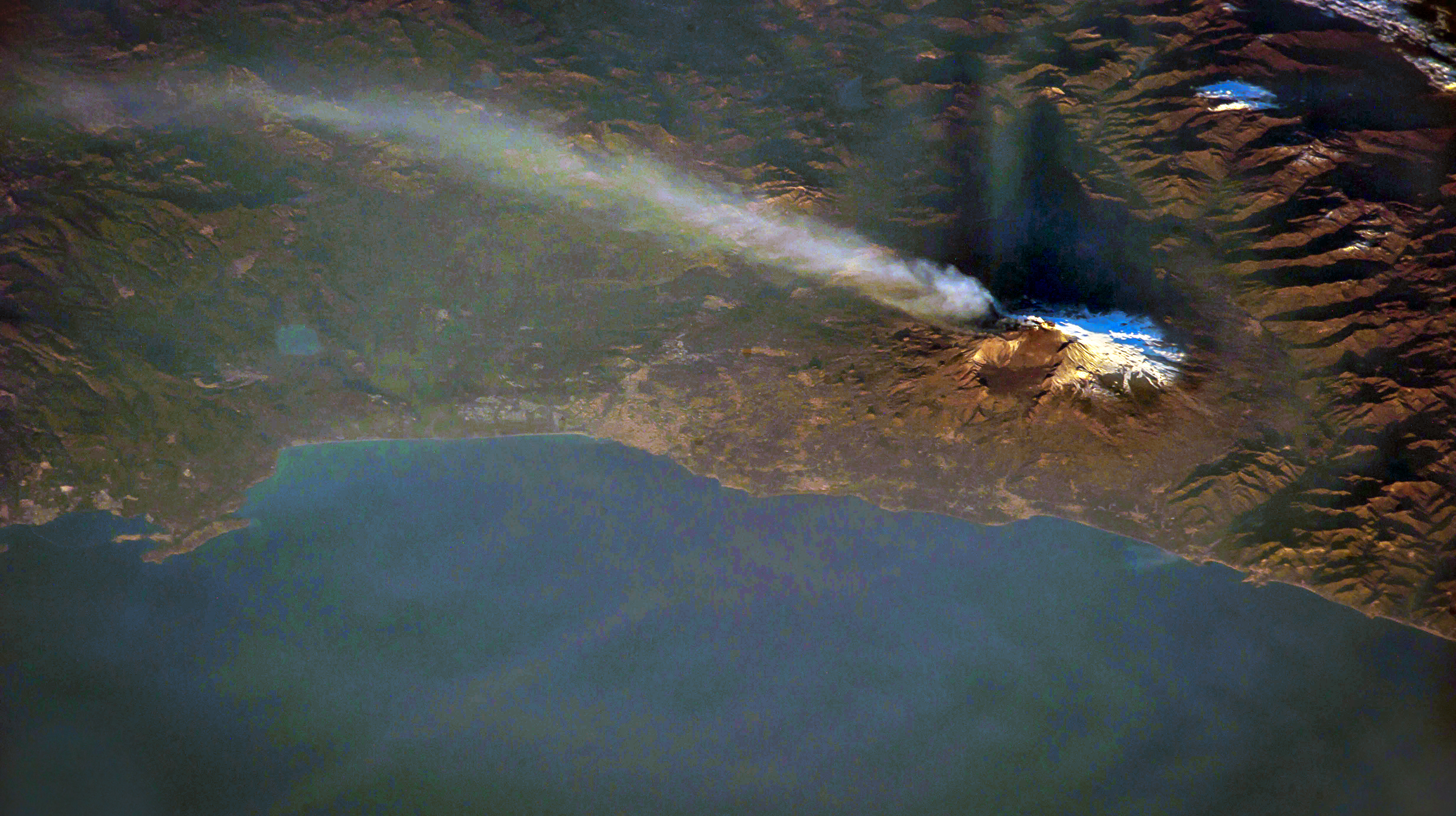
La Valle del Bove visibile chiaramente in un'immagine satellitare
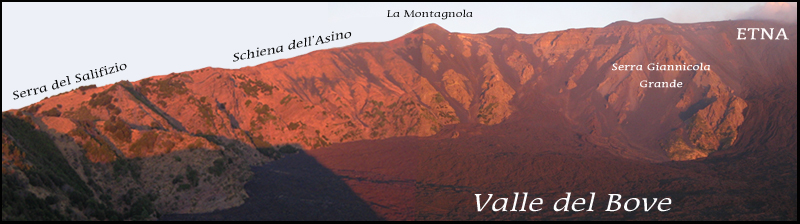
L'area occidentale della Valle del Bove vista da Monte Zoccolaro